# Bangandu (langue)
Pour les articles homonymes, voir Bangandu.
Le bangandu (ou bagando, bangando, bangantu, Southern bangantu) est une langue oubanguienne du groupe gbaya parlée par les Bangandu dans l'Est du Cameroun, dans le département du Boumba-et-Ngoko, notamment à Moloundou. 
En 1977 on dénombrait 2 700 locuteurs.